# Lucius Cary (15. wicehrabia Falkland)
Lucius Cary, 15. wicehrabia Falkland (ur. 8 maja 1935) – brytyjski arystokrata i polityk, członek Izby Lordów i zarazem jeden z pięciu parów dziedzicznych zasiadających tam w ławach Liberalnych Demokratów. 

## Życiorys
Karierę polityczną rozpoczął w 1984, gdy odziedziczył po swoim zmarłym ojcu tytuł wicehrabiego i zarazem miejsce w Izbie Lordów. Początkowo należał do frakcji Partii Socjaldemokratycznej, a po jej fuzji z Partią Liberalną i powstaniu Liberalnych Demokratów, przeszedł do tego stronnictwa. Po reformie Izby z 1999 roku znalazł się w gronie 92 parów dziedzicznych, którzy zachowali swoje mandaty parlamentarne. W latach 1988–2001 był zastępcą głównego whipa Liberalnych Demokratów w Izbie. 
Lord Falkland był dwukrotnie żonaty, dochował się łącznie piątki dzieci. Jest znany z poglądów bliskich tezom głoszonym przez tzw. brytyjski ruch humanistyczny, którego głównym ideologiem jest Richard Dawkins. 